# エメラルドの幻影
| 専門評論家によるレビュー | 専門評論家によるレビュー |
| レビュー・スコア         | レビュー・スコア         |
| 出典                     | 評価                     |
| ------------------------ | ------------------------ |
| Allmusic                 | [ 1 ]                    |
| Robert Christgau         | C+                       |

『エメラルドの幻影』（原題：Visions of the Emerald Beyond）は、ジャズ・フュージョン・グループであるマハヴィシュヌ・オーケストラのアルバム。第二期の編成になって以降、2枚目となるアルバムである。
ライナー・ノーツによると、アルバムは1974年12月4日から12月14日まで、ニューヨークのエレクトリック・レディ・スタジオで録音された。その後、1974年12月16日から12月24日まで、ロンドンのトライデント・スタジオでミックスダウンされた。

## 収録曲
特に表示がないものはジョン・マクラフリンによる作曲。
1. 永遠のささやき – "Eternity's Breath - Part 1" – 3:10
2. 永遠のささやき – "Eternity's Breath - Part 2" – 4:50
3. ライラの踊り – "Lila's Dance" – 5:37
4. 君のファンク – "Can't Stand Your Funk" – 2:10
5. 牧歌 – "Pastoral" – 3:41
6. 献身 – "Faith" – 2:01
7. コズミック・ストラット – "Cosmic Strut" – 3:21 ナラダ・マイケル・ウォルデン作曲
8. 神からの愛 – "If I Could See" – 1:17
9. ビー・ハッピー – "Be Happy" – 3:33
10. 地球船 – "Earth Ship" – 3:43
11. ペガソス – "Pegasus" – 1:48
12. 作品１ – "Opus 1" – 0:25
13. 地球への帰還 – "On the Way Home to Earth" – 4:45

## 参加ミュージシャン

### マハヴィシュヌ・オーケストラ
- ジョン・マクラフリン (John McLaughlin) – ギター、ボーカル
- ジャン・リュック・ポンティ（Jean-Luc Ponty） – ヴァイオリン、ボーカル、エレクトリック・ヴァイオリン、バリトン・ヴァイオリン
- ラルフ・アームストロング（Ralphe Armstrong） – ベース、ボーカル、コントラバス
- ナラダ・マイケル・ウォルデン（Narada Michael Walden） – パーカッション、ドラム、ボーカル、クラヴィネット
- ゲイル・モラン（Gayle Moran） – キーボード、ボーカル

### その他のミュージシャン
- キャロル・シャイヴ（Carol Shive） – 2ndヴァイオリン、ボーカル
- ラッセル・タブズ（Russell Tubbs） – アルト・サックス、ソプラノ・サックス
- フィリップ・ハーシー（Philip Hirschi） – チェロ
- ボブ・ナップ（Bob Knapp） – フルート、トランペット、フリューゲルホルン、ボーカル、管楽器
- スティーヴ・キンドラー（Steve Kindler） – 1stヴァイオリン

## チャートランキング
アルバム
ビルボード (アメリカ)
| 年   | チャート         | 順位 |
| ---- | ---------------- | ---- |
| 1975 | ジャズ・アルバム | 18   |
| 1975 | ポップ・アルバム | 68   |